# Crocallis klapperichi
Crocallis klapperichi är en fjärilsart som beskrevs av Edward P. Wiltshire 1961. Crocallis klapperichi ingår i släktet Crocallis och familjen mätare. Inga underarter finns listade i Catalogue of Life.